# Evoxymetopon
Evoxymetopon es un género de peces de la familia Trichiuridae, del orden Perciformes. Este género marino fue descrito por primera vez en 1863 por Gilbert Theodore Gill.

## Especies
Especies reconocidas del género:
- Evoxymetopon macrophthalmus Chakraborty, Yoshino & Iwatsuki, 2006[1]
- Evoxymetopon moricheni Fricke, Golani & Appelbaum-Golani, 2014 [2]
- Evoxymetopon poeyi Günther, 1887
- Evoxymetopon taeniatus T. N. Gill, 1863